# Joachim Ernst (Skispringer)
Joachim Ernst ist ein ehemaliger deutscher Skispringer.

## Werdegang
Ernst gehörte ab 1980 zum deutschen Nationalkader und sprang am 30. Dezember 1980 sein erstes Springen im Skisprung-Weltcup. In Oberstdorf erreichte er dabei den 31. Platz. Bereits in seinem zweiten Weltcup-Springen in konnte er mit Platz 7 in Garmisch-Partenkirchen erstmals Weltcup-Punkte gewinnen. In Innsbruck und Bischofshofen blieb ihm dies verwehrt. In seinem letzten Springen der Saison belegte er im französischen Saint-Nizier den 12. Platz und gewann so nochmals vier Weltcup-Punkte. Am Ende der Weltcup-Saison 1980/81 stand er mit 13 Punkten auf dem 49. Platz in der Gesamtwertung. Die Weltcup-Saison 1981/82 begann für Ernst verhalten, jedoch konnte er nach eher mäßigen Platzierungen zur Vierschanzentournee 1981/82 in den Weltcup-Springen nach der Tournee regelmäßig Punkte gewinnen. Bei der Nordischen Skiweltmeisterschaft 1982 in Oslo erreichte er auf der Normalschanze den 11. und auf der Großschanze den 38. Platz. Auch im letzten Weltcup nach der Weltmeisterschaft in Planica gewann er Weltcup-Punkte, so dass er nach der Saison den 34. Rang in der Gesamtwertung belegte. In den folgenden zwei Jahren nahm er lediglich an einem Springen bei der Vierschanzentournee teil, blieb aber erfolglos. Aus diesem Grund beendete er 1984 seine aktive Skisprunglaufbahn.
Ernsts Tochter Gianina Ernst war auch als Skispringerin aktiv und sprang im Skisprung-Weltcup.

## Erfolge

### Weltcup-Platzierungen
| Saison  | Platz | Punkte |
| ------- | ----- | ------ |
| 1980/81 | 49.   | 13     |
| 1981/82 | 34.   | 21     |